# Beit Lechem
Beit Lechem é um filme de drama israelita de 2013 dirigido e escrito por Yuval Adler. Foi selecionado como representante de Israel à edição do Oscar 2014, organizada pela Academia de Artes e Ciências Cinematográficas.

## Elenco
- Tzachi Halevy - Razi
- Shadi Mar’i - Sanfur
- Hitham Omari - Badawi
- Michal Shtamler - Einat
- Tarik Kopty - Abu Ibrahim
- George Iskandar - Nasser
- Hisham Sulliman - Ibrahim